# Dasychira hera
Dasychira hera är en fjärilsart som beskrevs av Druce 1898. Dasychira hera ingår i släktet Dasychira och familjen tofsspinnare. Inga underarter finns listade i Catalogue of Life.